# 심복주 가옥
심복주 가옥은 전라남도 목포시 북교동에 있다. 2013년 7월 8일 목포시의 향토유적 제23호로 지정되었다.

## 개요
목포개항이후 북교동 지역에 거주하던 조선인들에 의해 지어진 근대식 한옥으로, 안채의 상량문에 의해 본 가옥은 1913년임에 조성되었음이 확인된다. 현 거주자인 이영애씨에 의하면 이 집은 원래 암태도 출신 문익수의 아버지 문영호가 지었다가 다시 판 것을 고(故) 심복주가 매입한 것이라고 한다. 남편인 심복주가 세상을 떠난 후 현재는 아내인 이영애(83세)씨가 살면서 집을 관리하고 있다. 가옥의 주인인 심복주는 목포에서 철도공무원으로 근무하였고, 이영애는 원도심에서 수도상회를 운영하며, 평생 이 지역에서 생활해 왔다.  집안에 정원이 있다.